# Gymnopithys leucaspis
Gymnopithys leucaspis là một loài chim trong họ Thamnophilidae.
Nó được tìm thấy ở Colombia, Costa Rica, Ecuador, Honduras, Nicaragua và Panama. Môi trường sống tự nhiên của chúng là rừng ẩm vùng đất thấp nhiệt đới hoặc cận nhiệt đới.

## Hình ảnh

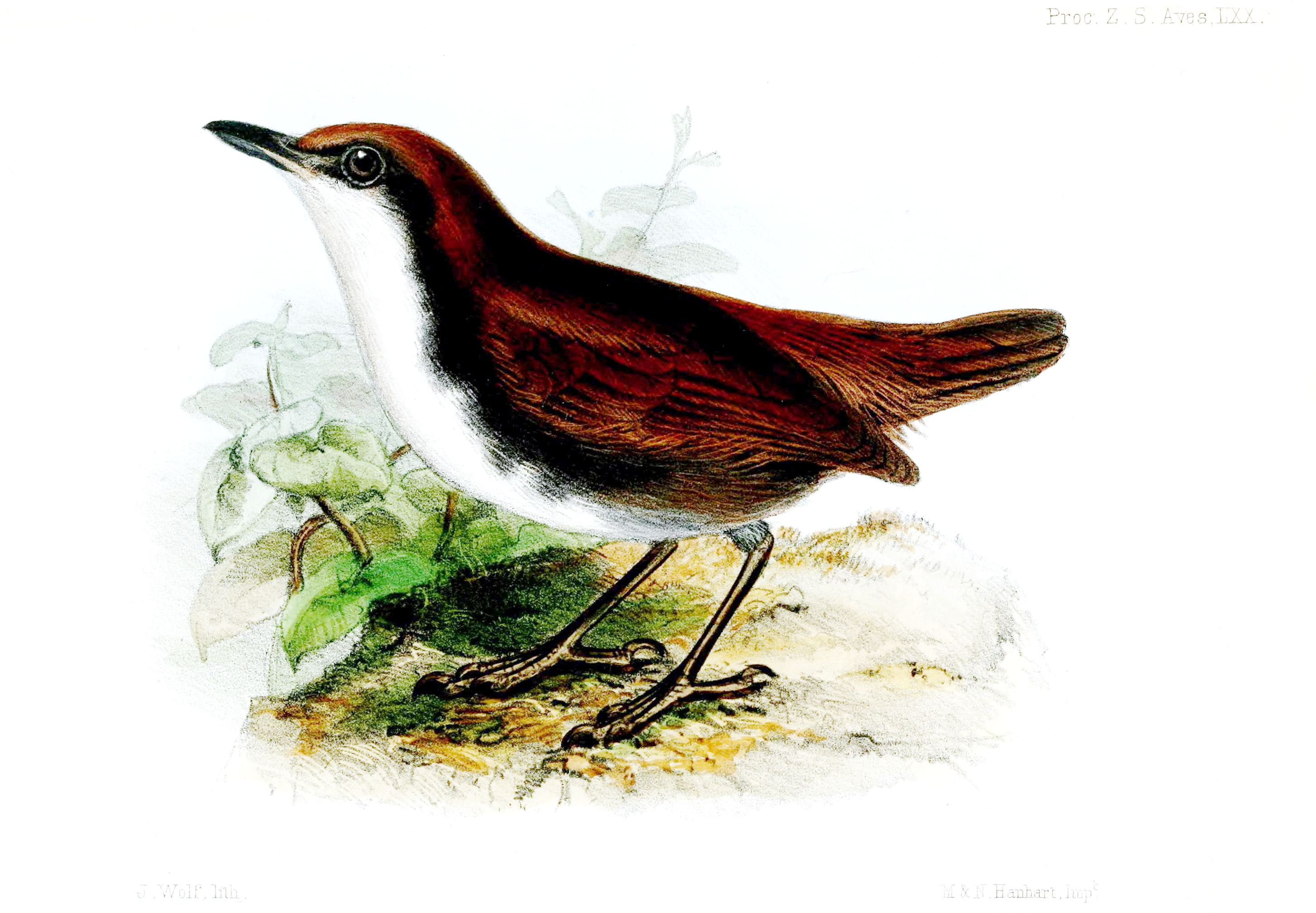
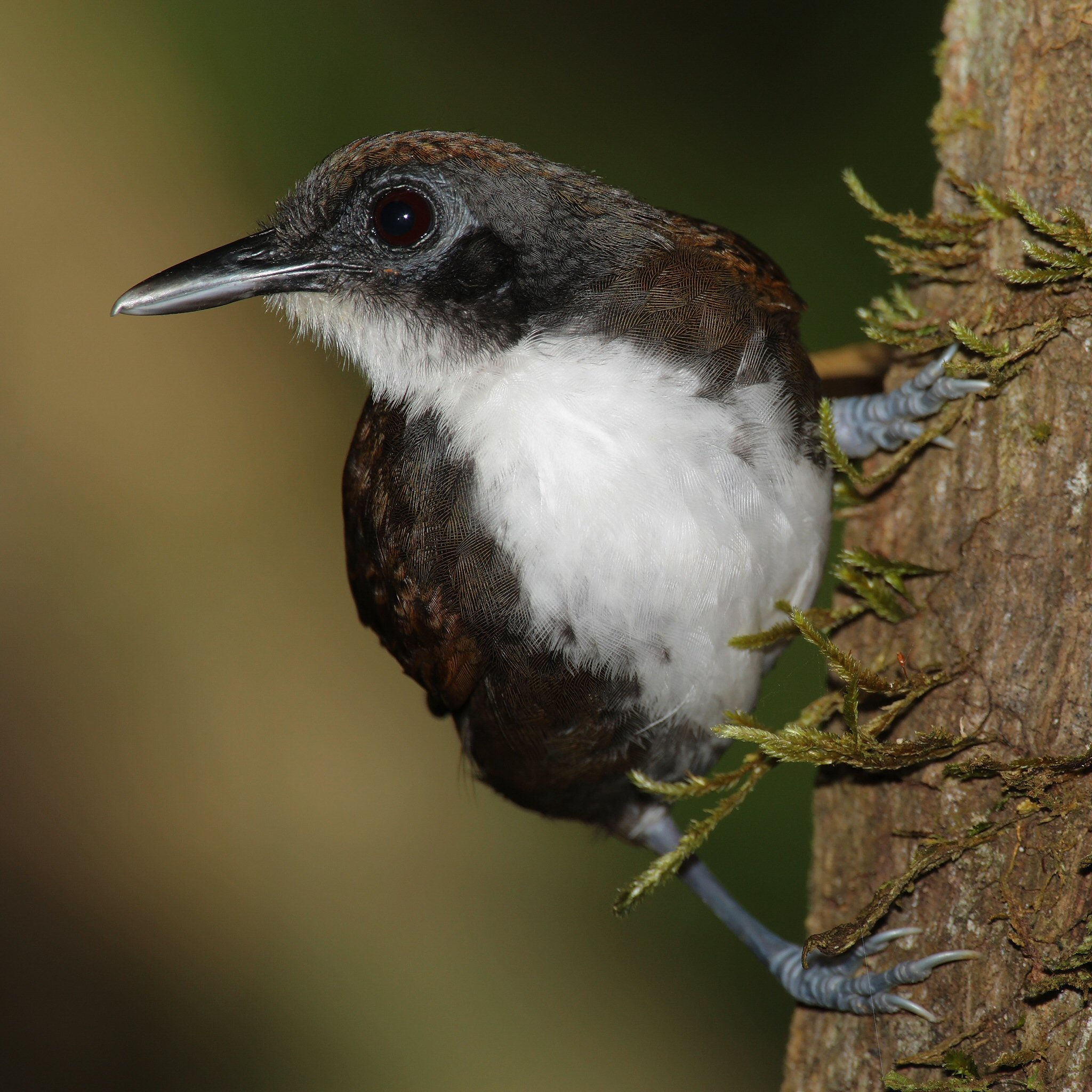
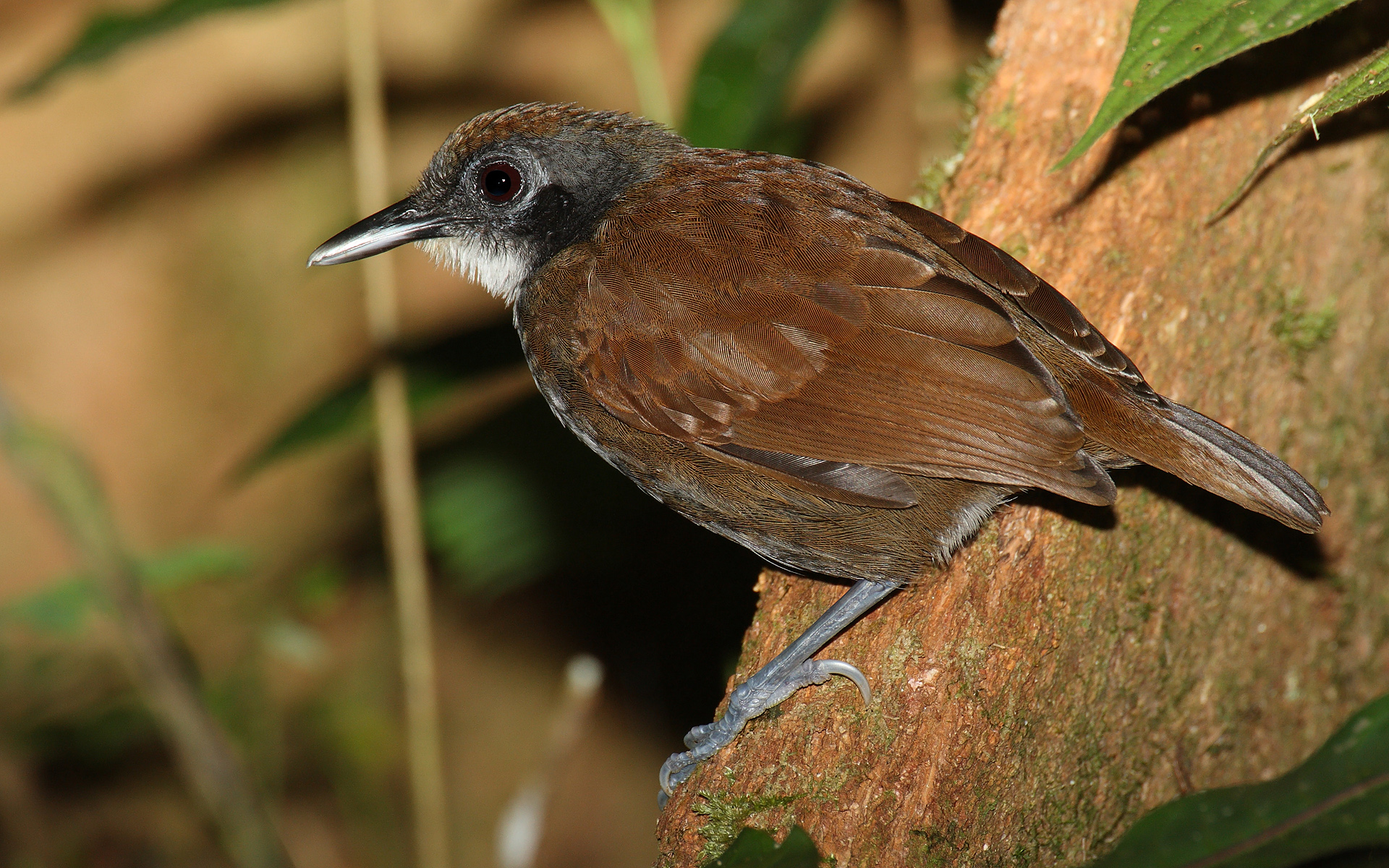
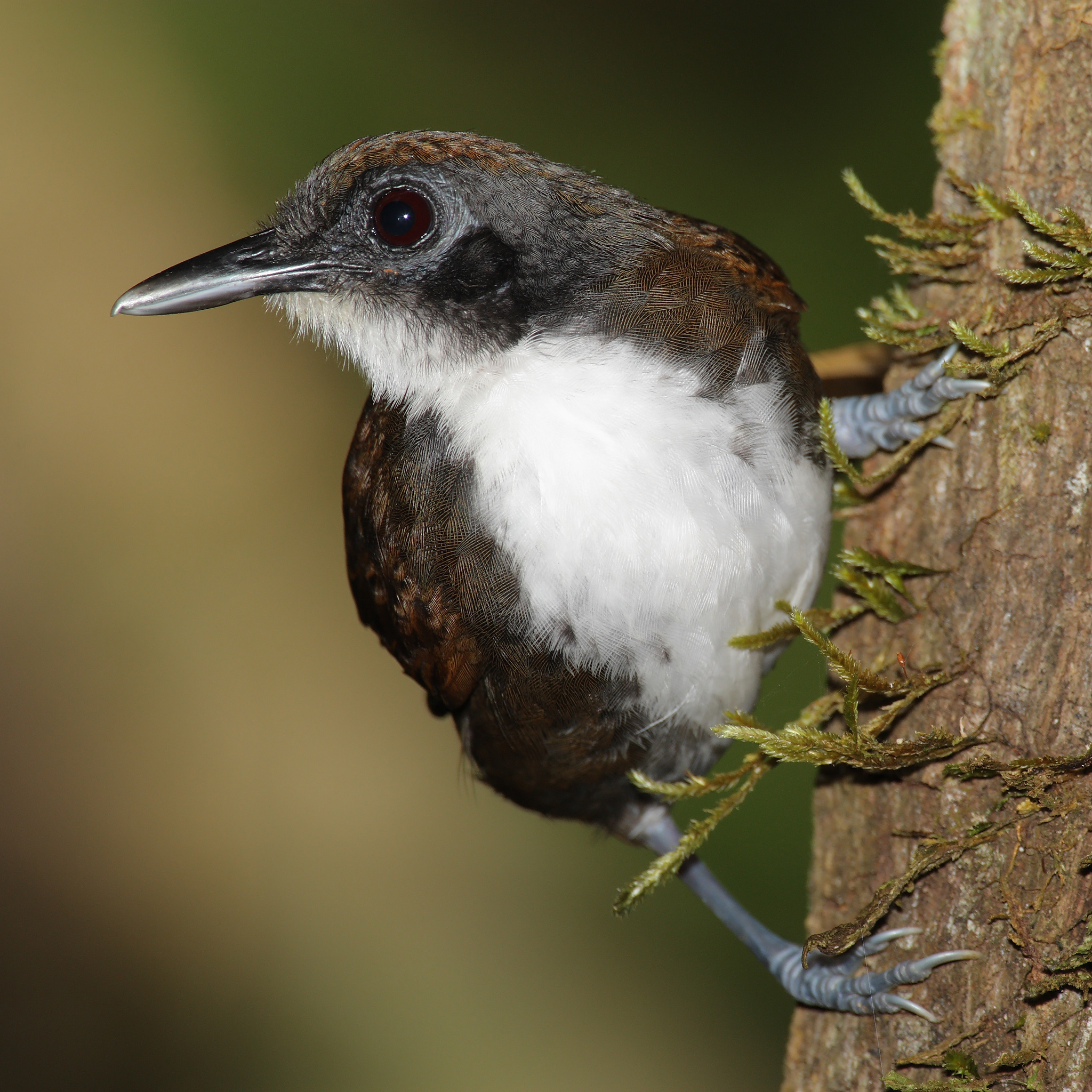